# Hubert Verwilghen
Hubert Verwilghen (Sint-Niklaas, 3 oktober 1883 - Etterbeek, 1 juni 1955) was de elfde provinciegouverneur van de Belgische provincie Limburg.

## Levensloop
Hij was arrondissementscommissaris voor Sint-Niklaas en Dendermonde van 1910 tot 1928 en gouverneur van de provincie Limburg van 1928 tot 1950, met een onderbreking omwille van de bezetting tussen 1940 en 1944 waarin hij door Gérard Romsée en Jef Lysens werd vervangen. Als gouverneur kocht hij de gronden van het domein Bokrijk aan. Zijn opvolger Louis Roppe bouwde het uit tot een museum.
Van 1951 tot 1955 was hij kabinetschef van koning Boudewijn. Vanaf 1950 was hij reeds kabinetschef van Boudewijn toen deze nog gewoon een prins was. Hij woonde vanaf 1950 in het Prinsenhof te Kuringen, sinds 1977 een deelgemeente van Hasselt.
Er zijn een aantal straten naar hem vernoemd: de Gouverneur Verwilghensingel in Hasselt en de Gouverneur Verwilghenlaan in Maasmechelen.

## Persoonlijk leven
Verwilghen was gehuwd met Godelieve Janssens de Varebeke (1891-1980) van de familie Janssens de Varebeke. Zij was een dochter van kunstschilder Jozef Janssens de Varebeke en Lucie Hye-Hoys. Ze hadden drie kinderen.

## Eretekens
- België Grootkruis in de Orde van Leopold II
- België Grootofficier in de Leopoldsorde
- België Grootofficier in de Kroonorde
- België Burgerlijk Kruis 1ste Klasse
- België Herinneringsmedaille van het Eeuwfeest
- Luxemburg Grootkruis in de Orde van Verdienste van Adolf van Nassau
- Nederland Grootofficier in de Orde van Oranje-Nassau
- Frankrijk Officier in het Legioen van Eer